# Michael Junior
Michael Verschuere, cunoscut drept  Michael Junior, (n. 21 aprilie 1986) este un cântăreț belgian.